# 40 av. J.-C.
Cette page concerne l'année 40 av. J.-C. du calendrier julien.

## Climat
Dans l'hémisphère nord, les années –43 et –42 ont été parmi les plus froides des 2 500 dernières années (2 °C de moins que la moyenne), en raison de l'émission de téphras obscurcissants et acidifiants (car riches en soufre) dans la troposphère par l'éruption du volcan Okmok (îles Aléoutiennes, en Alaska) en –43, qui ont mis environ deux ans et demi à retomber au sol,. Les sources de l'époque citent aussi un climat inhabituel à partir du début de l'année -43, et les données géo-climatiques ont récemment montré que l'an 43 et l'an 42 avant notre ère ont été parmi les années les plus froides des derniers millénaires pour l'hémisphère nord. Elles furent aussi le début de l'une des décennies les plus froides, accompagnées d'un bouleversement de l'hydroclimat (pluviométrie accrue ou sécheresse, selon les régions).

## Événements
- 1er janvier : début à Rome du consulat de Cnaeus Domitius Calvinus (pour la seconde fois) et Caius Asinius Pollio[3]. Suffects : Lucius Cornelius Balbus, Publius Canidius Crassus.
- Février : Lucius Antonius assiégé dans Pérouse par Octavien et Marcus Agrippa capitule en échange du pardon pour lui et ses hommes. Le conseil de ville est exécuté pour rébellion, les citoyens doivent quitter la ville qui est pillée et incendiée[3].
- Février-mars (?) : vaste offensive des Parthes au Proche-Orient. Un officier romain, Quintus Labienus, fils de Titus Labienus et émissaire de Cassius auprès des Parthes, convainc Orodès II d’envahir la province de Syrie. Marc Antoine, qui vient de passer l’hiver à Alexandrie, mène au printemps une courte contre-offensive depuis Tyr avant de rentrer précipitamment à Rome à la suite des intrigues d'Octavien[3].
  - L’armée parthe, commandée par Pacorus, le fils aîné d’Orode, conseillé par Labiénus, traverse l’Euphrate à Zeugma et attaque Apamée, qui résiste, défendue par Lucius Decidius Saxa. Saxa est battu dans une bataille rangée, et la garnison romaine d’Apamée, qui le croit mort, se rallie à Labiénus, qui avance le long de l’Oronte et encercle Antioche, qui se rend. Saxa fuit en Cilicie et la garnison d’Antioche se rallie à son tour. Toute la Syrie est occupée, sauf Tyr. Labiénus marche vers le nord à la poursuite de Saxa, qu’il élimine en Cilicie, tandis que Pacorus, avec la cavalerie parthe, longe le littoral jusqu’en Palestine et Barzapharnès avance par la Judée centrale par Jéricho[4].
  - Les Parthes envahissent la Judée et soutiennent Antigone II Mattathiah comme prétendant au trône de Judée au détriment d’Hyrcan II. Les deux partis s’affrontent dans Jérusalem. Le général parthe invite Phasael et Hérode Ier le Grand à se rendre auprès de son chef le satrape Barzapharnès pour faire la paix. Hérode Ier le Grand refuse, mais Phasael accepte avec Hyrcan II et sont bientôt emprisonnés par les Parthes. Hérode Ier le Grand met sa famille en sécurité à Massada et va chercher du renfort à Pétra. Les Parthes s’emparent de Jérusalem. Phasael se suicide et Hyrcan II est emmené prisonnier par les Parthes en Parthyéne après qu’Antigone lui eut déchiré l’oreille pour l’empêcher d’exercer à nouveau la fonction de grand-prêtre. Antigone devient roi de Judée et grand-prêtre[5].
  - Hérode, mal reçu par le roi de Nabatène, Malchos rejoint Alexandrie puis Rome. Bien reçu par Antoine et Octavien, il est proclamé roi de Judée par le Sénat romain[5].
- Juillet-août : Menas, lieutenant de Sextus Pompée bat Marcus Lurius et prend le contrôle de la Sardaigne[6].
- Été :
  - Antoine assiège Brundisium. Mort de Fulvie. Négociations entre Octavien et Antoine conduites à Brundisium par Mécène, Cocceius et Pollion[7].
  - Second mariage d'Octavien. Il se marie avec Scribonia qui appartient à la famille de son rival Sextus Pompée, ce qui permet la réconciliation des deux adversaires[8].
- Août-septembre (ou octobre[7]) : traité de Brindes (Brundisium) négocié par Mécène, les triumvir se partagent le monde romain : l'Occident à Octavien, l'Orient à Antoine et l'Afrique à Lépide. Antoine cède la Gaule transalpine et la Narbonnaise à Octavien[3].
- Novembre : Antoine épouse Octavie, sœur d’Octavien[7].

## Naissances
- Alexandre Hélios et Cléopâtre Séléné, enfants de Cléopâtre VII et Marc Antoine.

## Décès
- Philodème de Gadara, philosophe (date approximative).
- Antiochus Theos, roi de Commagène.
- Caius Claudius Marcellus, consul romain.